# Dreaming Out Loud
Dreaming Out Loud è il primo album in studio del gruppo musicale statunitense OneRepublic, pubblicato il 20 novembre 2007.
L'album è stato prodotto da Greg Wells, con due brani prodotti da Ryan Tedder. Ha venduto oltre 3 milioni di copie in tutto il mondo.

## Descrizione
Il primo singolo ad essere estratto dall'album è Apologize, sia nella sua forma originale e sia in una versione remixata da Timbaland, scalando le classifiche di tutto il mondo. Il singolo successivo Stop and Stare è stato pubblicato il 3 marzo 2008 nel Regno Unito. Un terzo singolo estratto dall'album, Say (All I Need) è stato pubblicato nel giugno 2008, dove non riesce nel successo come i due singoli precedenti. Nel settembre 2008, la band pubblicò il loro quarto singolo, Mercy. Il 14 luglio 2009 Come Home, un singolo digitale, è stato rimasterizzato con Sara Bareilles ed è stato pubblicato su iTunes debuttando nella Billboard Hot 100 alla # 80.

## Singoli promozionali
Il brano All We Are è stato utilizzato in "HBO Promo 2009", con un video performance presente sul canale YouTube, mentre Tyrant è stato utilizzato nel film del 2010 The Last Song come sigla d'apertura del film ed è stato incluso come colonna sonora ufficiale del film.

## Tracce
1. Say (All I Need) – 3:50
2. Mercy – 4:00
3. Stop and Stare – 3:43
4. Apologize – 3:28
5. Goodbye, Apathy – 3:32
6. All Fall Down – 4:04
7. Tyrant – 5:02
8. Prodigal – 3:55
9. Won't Stop – 5:02
10. All We Are – 4:28
11. Someone to Save You – 4:15
12. Come Home – 4:27
13. Apologize (feat. Timbaland) – 3:05

Tracce bonus
1. Something's Not Right Here – 3:01
2. Hearing Voices – 3:55
3. Dreaming Out Loud – 4:39
4. Come Home (feat. Sara Bareilles) – 4:18

Tracce digitali
1. Sleep (Remix) – 5:56
2. The Waltz – 1:59
3. Too Easy – 3:15

## Critiche
L'album ha ricevuto recensioni generalmente contrastanti della critica musicale. Molti critici hanno citato gli U2, Coldplay, The Fray e Muse come influenze della band sull'album. Qualcuno ha elogiato il gruppo per avere una "fiducia enorme apparente nel mestiere di creare musica piacevole", ma ad altri è sembrato un album non originale e ha pensato che Tedder ha continuato a fare meglio ogni volta che stava scrivendo per i gruppi diversi dal proprio. Molti critici hanno notato che a volte è difficile distinguere le differenze tra alcuni brani.

## Classifiche
| Classifica (2008)  | Posizione più alta |
| ------------------ | ------------------ |
| Australia          | 4                  |
| Austria            | 14                 |
| Danimarca          | 5                  |
| Francia            | 76                 |
| Germania           | 7                  |
| Grecia             | 20                 |
| Svizzera           | 8                  |
| Regno Unito        | 2                  |
| Nuova Zelanda      | 3                  |
| Italia             | 29                 |
| Europa             | 4                  |
| Canada             | 7                  |
| Irlanda            | 4                  |
| Paesi Bassi        | 71                 |
| Polonia            | 32                 |
| Repubblica Ceca    | 25                 |
| Spagna             | 55                 |
| Svezia             | 49                 |
| Stati Uniti        | 14                 |
| Stati Uniti (rock) | 3                  |
| Mondo              | 10                 |